# 横須賀空襲
横須賀空襲（よこすかくうしゅう）は、太平洋戦争の最中にアメリカ軍により行われた神奈川県横須賀市に対する空襲である。横須賀は横浜市のように市街地を焼き払う絨毯爆撃を受けることはなかったが、横須賀軍港などの日本海軍の施設が1942年（昭和17年）にはドーリットル空襲を受け、1945年（昭和20年）2月から8月にかけて艦載機による攻撃を受けた。

## 背景

### 横須賀市の状況
神奈川県南東部の三浦半島に位置し東京湾に面する横須賀には、1853年（嘉永6）年に江戸幕府の勘定奉行・小栗忠順やフランス公使・レオン・ロッシュの主導で横須賀製鉄所が開設されると、明治維新後は明治政府に引き継がれ横須賀造船所、海軍造船所、横須賀海軍工廠と名称を変え軍艦の建造を担った。 さらに1884年（明治17年）12月15日に日本海軍の横須賀鎮守府が設置されたことを契機に軍港都市として発展し、1907年（明治40年）2月15日に市制が施行された。1937年（昭和12年）からの第三次海軍軍備補充計画および1939年（昭和14年）からの第四次海軍軍備補充計画に伴う艦艇建造ラッシュにより市内は活況を見せたが、戦局の悪化に伴い1944年（昭和19年）の空母「雲龍」と空母「信濃」を最後に大型艦の建造を停止。急造型の駆逐艦や潜水艦や海防艦、特攻兵器の生産に転換した。
また、明治期以来、三浦半島は対岸の房総半島と共に東京湾防衛のための重要拠点と見做され、日本陸軍の手により堅固な砲台が建設されるなど要塞化（東京湾要塞）が進められた。太平洋戦争の時期には海防が中心の防衛思想に、航空機技術の発達に伴い防空の概念が加わり、日本海軍の手により軍港周辺に防空砲台の配備が進められたが、1942年（昭和17年）4月18日のドーリットル空襲以降はその傾向に拍車がかかり、三浦半島全体に防空砲台が増設された。1945年（昭和20年）、本土決戦が差し迫ると横須賀では相模湾からのアメリカ軍上陸に備えトーチカや洞窟砲台や狙撃陣地などの防御陣地の構築、回天や海龍などの特攻兵器の配備が進められた。

### アメリカ軍の状況
アメリカ軍は1944年（昭和19年）夏、日本の統治下にあったマリアナ諸島のグアム島、テニアン島、サイパン島を相次いで攻略、各島にB-29専用の大きな飛行場を建設すると、これらの飛行場を拠点に同年11月から日本本土空襲を本格化させた。マリアナ諸島を拠点としたアメリカ陸軍第20航空軍所属のB-29は航続距離の面で問題があり、北緯39度以北の都市に関しては、硫黄島を前進基地としない限り効果的な攻撃は望めないとしていた。これに対してアメリカ海軍の高速空母を中心とした機動部隊は日本本土近海まで到達することが可能となったが、各空母から発艦した艦載機による銃爆撃は広範囲に及び、B-29や同機の護衛として展開されたP-51 マスタングの欠落面を補った。当初、艦載機による攻撃は硫黄島の戦いや沖縄戦など日本本土を対象とした攻略作戦の支援という形で実施されていたが、やがて海軍独自の作戦として実施されるに至った。
陸軍および海軍は偵察用に改良したB-29による日本本土の偵察写真や爆撃の成果、捕虜から得られた様々な情報を共有し、次期作戦に向けた検討分析を行っていた。横須賀に関しても戦略目標のひとつと見做し、航空参謀本部情報部がまとめた地域別攻撃目標分析の中で、横須賀海軍工廠（攻撃目標90:17-274番）、長浦港の横須賀海軍工廠造兵部（攻撃目標90:17-282番）と吾妻島の燃料貯蔵施設（攻撃目標90:17-297番）、追浜海軍飛行場（攻撃目標90:17-298番）、海軍航空技術廠（攻撃目標90:17-1392番）、横須賀港湾地域（攻撃目標90:17-3400番）を攻撃目標に挙げ、周辺地域では横須賀の北西に位置する日本製鋼所横浜製作所（攻撃目標90:17-2042番）、三崎港湾地域（攻撃目標90:17-3399番）、浦賀港湾地域（攻撃目標90:17-3413番）を攻撃目標に挙げた。このうち横須賀海軍工廠について「最も重要な国内の4大海軍工廠のひとつ。あらゆる種類の艦艇を取り扱うことが可能である。6つの乾ドック、4つの建築物、臨海の引込線を有する」、海軍航空技術廠について「最も重要な海軍機実験の中心地。新型の航空機やエンジン生産を行う」と記した。
1945年（昭和20年）7月21日、陸軍第20航空軍司令部のウィリアム・ブランチャード大佐は、「中小工業都市地域に対する攻撃」と題した報告書を提出した際、都市空襲の対象となる180都市の21番目に横須賀を記したが、陸軍自体は横須賀に対する攻撃の大半を海軍航空隊に一任していたため、攻撃目標としての優先順位は低かったという。こうした見解は戦後、米国戦略爆撃調査団によりまとめられた調査報告書にも記されている。一方、海軍の最大の関心は、専門家のロジャー・ディングマンによれば海上に展開される日本海軍の艦船の破壊にあり、軍事施設の破壊や都市空襲に対する関心は低かった。また、陸海軍は共に軍港周辺に集中配備された防空砲台の状況を把握していたが、「中小工業都市地域に対する攻撃」の1番目に記された東京市に比べて重要度の低い横須賀に対して、危険を冒してまで攻撃する理由はないと判断していた。

## 経緯

### ドーリットル空襲
1942年（昭和17年）、アメリカ軍は日本の主力産業に対し物質的打撃を与え国民の士気回復を図ることを企図し、陸軍所属の中型爆撃機・B-25を海軍所属の空母に搭載して日本本土を直接攻撃する特殊計画を立案した。同年4月1日、第18任務部隊の空母ホーネットはジミー・ドーリットル中佐配下の16機のB-25を搭載し、第16任務部隊の空母エンタープライズなどの護衛を伴い日本へ向かった。
4月18日、両任務部隊は千葉県にある犬吠埼の沖合640マイルの地点に到達したが、日本側の特設監視艇「第二十三日東丸」に発見されたため予定を繰り上げてドーリットル中佐搭乗の1番機を皮切りに攻撃部隊を発艦させた。8時01分、横須賀軍港に対する攻撃任務を受けた13番機（第37爆撃中隊所属、機長:エドワード・E・マックエロイ中尉）はホーネットを発艦、茨城県の沖合から海上を南下し房総半島南部を通過して東京湾内に侵入した。13番機の侵入に際し東京湾要塞の各砲台が反応、館山の城山砲台や横須賀の小原台砲台などの防空砲台が高射砲や小銃による迎撃を行ったが同機はこれをかわしながら、観音崎方面から海上を北上した。
13時40分頃、横須賀軍港の上空に飛来した同機は横須賀市街を空撮後、記念艦「三笠」の上空から爆弾3発と焼夷弾を投下、さらに機銃掃射を行った。1発目と2発目の爆弾は横須賀鎮守府の裏手にある楠ヶ山と海軍工廠造機部機械工場にそれぞれ着弾し重傷者1名、機銃掃射を受け一般市民3人が負傷したが、それ以外の被害はなかった。一方、3発目の爆弾は横須賀軍港第4ドックで空母への改装工事を受けていた潜水母艦「大鯨」（後の龍鳳）に直撃し、右舷に縦8メートル横15メートルの破孔が開き小規模の火災が発生した。さらに第4ドック内に不発弾を含む焼夷弾30発が投下された際の火災により兵士5人が負傷、ドックの復旧工事に4か月を要することになった。なお、第4ドックより北に位置する第6ドックでは大和型戦艦として建造予定の「第110号艦」が空母への改装工事を受けていたが（後の信濃）、13番機の飛行経路から外れたため難を逃れた。
13時頃から川崎市への空襲を終えた5番機、6番機、12番機、東京への空襲を終えた9番機、横須賀への空襲を終えた13番機が相模湾方面へ離脱しようと南下を始めたが、その際に各所に配備された日本軍の対空砲台が迎撃を行った。また、横須賀軍港には数多くの軍艦が整備・補給のため停泊中であり、重巡洋艦「高雄」「愛宕」、駆逐艦「嵐」「野分」「朝潮」「荒潮」「潮」「漣」、駆潜特務艇22号がドーリットル隊に対して発砲したことが記録されているが、各艦による対応にはばらつきが見られたという。

### 1944年11月の偵察行動
1944年（昭和19年）11月1日、第20航空軍第21爆撃集団司令官のヘイウッド・ハンセルは日本本土の偵察のため、写真偵察用に改良したB-29 (F13A) 一機を出撃させた。偵察機自体は同年に行われたマッターホルン作戦のために準備されており、これが初の実戦飛行となったが、横須賀を含む関東地方各所の写真7000枚を撮影後に帰投した。当時、横須賀では空母「信濃」が海上公試を行っていたが、このB-29飛来が契機となり空襲の危険性の少ない内海へ回航することが決まった。11月28日、駆逐艦「雪風」「磯風」「浜風」に伴われ出港したが、11月29日に米海軍の潜水艦「アーチャーフィッシュ」の雷撃を受け和歌山県の潮岬沖合で沈没した。なお、11月1日付けの偵察写真には軍港に停泊する「信濃」の姿が収められており米軍側も大型艦の存在を認識したが、その実態については把握していなかった。

### 1945年2月の空襲
1945年（昭和20年）2月、硫黄島の戦いを間近に控えたアメリカ海軍第5艦隊司令長官のレイモンド・スプルーアンス大将は同作戦の牽制のため、マーク・ミッチャー中将指揮下の第58任務部隊を日本本土近海に派遣した。この東京および関東地方への作戦のついてスプルーアンスは各艦の無線およびレーダー使用を禁止し、日本側の索敵回避に重点を置くなど「奇襲」であることを基調とし、なおかつ攻撃開始を硫黄島への艦砲射撃の開始予定時間の直後と定めた。
ウルシー環礁の基地を出港した同任務部隊は硫黄島の東海上を遠巻きにして2月16日早朝に房総半島の沖合に到達すると、6時45分から数波にわたって艦載機を発艦させて、横須賀や館山や厚木や下溝などの関東地方の軍事施設および静岡県の軍事施設を攻撃した。一方、日本側は2月12日の時点で海軍軍令部が「15日から16日頃に本土来襲の算段なり」と判断するなど米機動部隊の動向を把握しており、警戒および迎撃態勢が整えられていた。
アメリカ側の報告では横須賀の追浜海軍飛行場へ向かった第1波の戦闘機隊は同飛行場に配備された20〜30機以上の軍用機に機銃掃射を加えたが戦果は確認できず、日本側の激しい対空砲火を受け3機が撃墜され搭乗員3人が死亡した。14時58分に発艦した戦闘機隊は攻撃目標へ向かう途中で日本側の戦闘機隊と遭遇し5機を撃墜、さらに地上からの迎撃を受けたが2機が損傷したが人的損害はなかったが。15時に発艦した戦闘機隊は東京湾上空と西側で日本側戦闘機隊と交戦し3機を撃墜、追浜海軍飛行場の滑走路にロケット弾を投下したが周辺で5機が被弾し3機が墜落、搭乗員3人が行方不明となった。また、三浦半島の沖合で米戦闘機隊の攻撃を受けて炎上中の5000トン級商船の救援に向かった特設駆潜艇「通海丸」が被弾した後に沈没し、乗組員31人が死亡した。
翌2月17日、ミッチャー中将は6時45分から艦載機を発艦させ、8波にわたって関東地方や東海地方の軍事施設や軍需工場を攻撃したが、天候の影響によりアメリカ側は十分な戦果を得ることは出来なかったという。横須賀海軍警備隊の報告によれば周辺に配備された高角砲および機銃による2日間の戦闘の戦果について撃墜36機（不確実2機）、撃破32機、『新横須賀市史』によれば17日の戦闘で横須賀海軍航空隊の戦闘機隊が19機を撃墜（不確実6機）する戦果を挙げたと記しているが、アメリカ側の報告とは開きが生じている。また、軍港周辺の大勝利山や緑山などの高地には高角砲、市内の高層建築物の屋上には機関銃や機銃の銃座が配備されていたことから市街地が機銃掃射を受けたが、アメリカ側の銃弾や日本側の高角砲の破片により数件の火災が発生した。さらに新市域の一部に焼夷弾が投下されたことや、特殊滑空機「桜花」の練習場として建設中の長井飛行場にも14発のロケット弾が投下されたことが記録されている。

### 1945年7月の空襲

#### 7月10日の空襲
5月27日、アメリカ海軍のチェスター・ニミッツ元帥は第5艦隊司令長官のスプルーアンス大将を疲労を理由に交代させ、その任務をウィリアム・ハルゼー大将に引き継がせた。これに伴い第5艦隊は第3艦隊、第58任務部隊は第38任務部隊に改称した。
7月1日、空母9隻、護衛空母6隻、戦艦9隻、重巡洋艦3隻、軽巡洋艦16隻、駆逐艦以下62隻の計105隻で構成される第38任務部隊は日本海軍の残存兵力および軍需施設に対し集中的な攻撃を加え破壊する目的のためフィリピンのサンペドロ湾基地を出港し日本本土へ向かった。7月10日、房総半島沖合に到達した同任務部隊は、空母「バターン」の第47戦闘機隊と空母「ランドルフ」の第16飛行隊を発艦させ、千葉県茂原の茂原飛行場を攻撃した後、横須賀へと向かった。15時頃、横須賀上空に達すると追浜飛行場の航空機、滑走路、格納庫、飛行場に隣接する海軍航空技術廠に対し爆撃やロケット弾による攻撃を行ったが、日本側の高角砲や機関砲による迎撃を受けたこともあり十分な戦果をあげることなく帰投した。第38任務部隊は作戦全体としては操縦士7人と搭乗員6人、航空機10機を喪失したが、同日夕刻、関東地方への攻撃を終えると南東海上へ撤退し、北海道および東北方面の攻撃のため北上した。

#### 7月18日の空襲

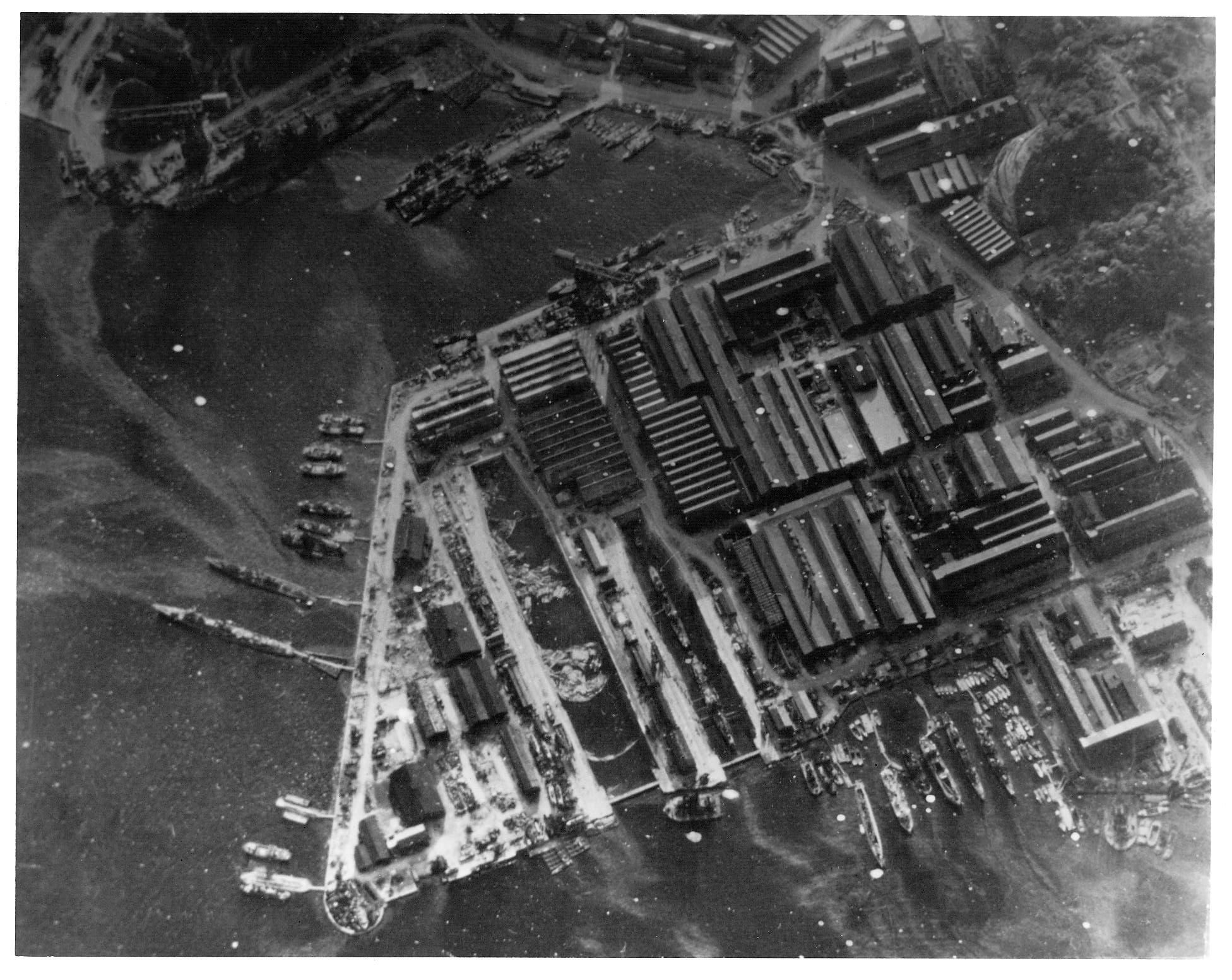
1945年7月18日の横須賀軍港の航空写真。左上には第13号岸壁に接舷された戦艦「長門」が見える。

7月16日、北海道や東北地方に対する攻撃を終えた第3艦隊は房総半島沖合に戻り、オーストラリアのシドニーより出港したイギリス太平洋艦隊（空母4隻、戦艦1隻、重・軽巡洋艦6隻、駆逐艦18隻の計29隻）と合流、同艦隊を第37任務部隊として編入した後、7月17日から関東地方に対する攻撃を再度敢行した。翌7月18日に攻撃の対象となったのは2月のジャンボリー作戦の際に十分な戦果を得ることができなかった横須賀であり、横須賀軍港第13号岸壁に係留されている戦艦「長門」が主要な攻撃目標となったが、横須賀地域の各飛行場、軍港周辺に配置された対空砲陣地も攻撃対象となった。
長門は真珠湾攻撃の際に日本海軍の旗艦を務めた艦艇だが、1944年（昭和19年）11月に横須賀へ寄港後、燃料不足のため特殊警備艦に艦種変更され、軍港防備の目的のための浮砲台に変貌した。さらに1945年（昭和20年）5月以降、左舷側に設置されていた高角砲や機関砲を撤去し小海岸壁の頂上部に移設、艦橋付近を偽装網で覆いマストや煙突の一部を切断し撤去するなどの処置が施されるなど、戦闘力や航海力を著しく低下させていた。一方、米軍側は軍港周辺の艦艇の配置、対空砲陣地の位置を掌握するなど調査を重ねており、少なくとも6月の時点で長門の偽装を把握していた。この他、5月の報告では軍港内に戦艦から小艦艇を含む26隻および2300屯以下の商船4隻が停泊していることが確認されたが、6月の報告ではドッグ内に移動した高波級と推定される駆逐艦を除き、吹雪級駆逐艦1隻、松級駆逐艦2隻、栗または若竹級駆逐艦に関して、大きな移動が見られなかったことが確認されていた。
7月18日、第38任務部隊および第37任務部隊は悪天候のため早朝からの出撃は見合わせたが、12時頃から14時までの間に500機前後の艦載機を発艦させ、関東地方の飛行場や軍事施設や市街地を攻撃した後、2波に分かれて横須賀への攻撃へ向かった。これに対して横須賀では11時53分に横須賀鎮守府司令官により第1種警戒警報が発令、12時10分に関東方面空襲警報が発令され警戒態勢が採られた。
15時30分頃、第1波が横須賀上空に飛来して攻撃を開始。米軍艦載機の波状攻撃が続く中、戦艦「長門」は第一艦橋と後部第三主砲塔付近に2発の直撃弾を受け、艦長の大塚幹少将をはじめ40人以上の乗組員が戦死、数多くの至近弾を受け艦内が浸水する被害を受けたが沈没は免れた。一連の攻撃により、建造を中止し長門の横に停泊していた駆逐艦「八重桜」、潜水艦「伊372」、特設電線敷設船「春島丸」、魚雷艇28号が沈没。練習特務艦「春日」および「富士」が大破着底したほか、輸送艦110号、特務艦「矢風」、駆潜特務艇221号および225号、哨戒特務艇37号、魚雷艇256号が損傷した。『戦史叢書』は潜水艦「伊372」、駆逐艦（建造中）1隻、海防艦1隻、哨戒特務艇2隻、駆潜特務艇1隻、海軍微傭船（700屯）1隻が沈没、戦艦「長門」のほか若干隻が中小破と記している。航空機は43機が喪失、77機が損壊したとされる。
日本側の戦死者は、戦艦「長門」の周辺で35人または40人以上、横須賀市内でも20人以上または21人の民間人が死亡したとされる。軍港内の詳細な戦死者の数は定かではないが、『横須賀海軍工廠外史』によれば同工廠の従業員では練習特務艦「春日」に調査のため乗艦した造船部の技師が1人死亡したほかは犠牲者はなかったとしている。
一方、アメリカ側は本戦闘時に艦載機12機または14機を喪失し、操縦士14人または操縦士14人と乗組員7人の合計21人が戦死した。なお、横須賀鎮守府司令部は同日17時、「午後3時半すぎ、戦爆連合約250機は横須賀軍港を攻撃した。彼我空戦の結果、わが方の収めたる戦果は撃墜40機、撃破38機」と発表したが、アメリカの歴史家であるE・B・ポッターの著作には「駆逐艦一隻、潜水艦一隻、護衛艦艇二隻および魚雷艇一隻を撃沈した。しかし、主要目標の戦艦『長門』に爆撃機が大損害を与えたが撃沈できず、この基地の猛烈な対空砲火がアメリカ機とイギリス機を合わせて14機と18人の犠牲を強いた」と記されている。

### その他
アメリカ海軍による空襲以外にも横須賀および三浦郡は、マリアナ諸島の基地から関東方面の空襲に向かうアメリカ陸軍所属のB-29編隊のルート上にあったため、同機による爆撃や護衛用のP-51 マスタングによる散発的な攻撃を受けた。『神奈川県警察史』によれば1944年（昭和19年）11月24日と1945年（昭和20年）1月9日に横須賀市逸見にB-29が飛来、3月12日に横須賀市長坂に1機のB-29が飛来して爆弾14個を投下し1人が死亡、4月19日10時から10時40分にかけて三浦郡にP-51 40機が飛来、5月25日22時2分から5月26日1時30分にかけて市内にB-29 500機が飛来、7月4日12時7分から13時15分にかけてP-51 60機が飛来し、横須賀市汐入町・坂本町・山王町が被害、7月6日11時42分から13時28分にかけて市内にP-51 24機が飛来、7月11日12時43分に浦賀町島ヶ崎にB-24 リベレーター 1機とP-51 1機が飛来し2人が死亡、7月28日8時から13時にかけてP-51による空襲を受けたと記録されているが、この記録の多くは県内各地域を一括して統計的に処理したもので正確な被害状況は定かではない。『新横須賀市史 通史編』は3月12日の長坂への爆撃と7月14日の小型機による攻撃および偵察行動を短く紹介するに留まり、『日本列島空襲戦災誌』では上記の日付における横須賀の被害は記録されていない。
戦後、第20航空軍がまとめた『日本本土爆撃詳報』では、1944年（昭和19年）12月17日13時18分（米軍時間4時18分）に1機、1945年（昭和20年）2月14日13時45分（米軍時間4時45分）に2機、5月16日2時27分（米軍時間17時27分）に1機、8月1日1時43分（米軍時間16時43分）に1機以上のB-29が飛来し爆撃を行ったことが記録されているが、いずれも作戦の優先順位は3から4位と重要度の低い物になっている。『市史研究横須賀』では「第20航空軍の指令で主要目標が爆撃不可能な場合、その代わりとなる港湾施設の爆撃目標が用意されており、その中に横須賀も含まれていた。そのうちの数機が爆弾を1〜2個投下したとすれば、十分想定範囲内といえる」としている。

## 評価

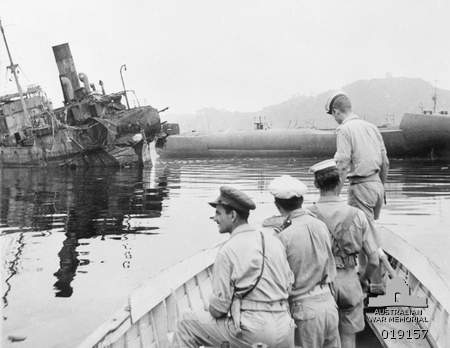
戦後、軍港内を視察するオーストラリア海軍の兵士。破損した日本海軍の潜水艦や船舶が見える。

横須賀は市街地を焼き払う絨毯爆撃を受けることはなく、東京や横浜市や川崎市などといった大都市と比較して人的にも物的にも小規模の被害に留まったが、終戦後に周辺施設を視察したアメリカ海軍のチェスター・ニミッツ元帥やウィリアム・ハルゼー大将は、横須賀の爆撃被害が軽微であり素早く修理し使用できることを知り喜んだと伝えられている。一方、施設内には残骸が残され、装備の多くが整備不良あるいは作動不能の状態であったことから、ニミッツは随行した記者に対して「連合国へ引き渡すための努力が為されていない」と語った。
戦時中には警戒警報や空襲警報の発令が頻発したことから一般市民は精神的消耗を強いられていたが、その一方で被害状況が十分に伝わらず、2000年代頃まで「横須賀には空襲はなかった」と評されることもあった。さらに戦後に軍港および周辺施設がアメリカ軍に接収され横須賀海軍施設として使用された経緯から、「空襲はなかった」とする評価と米軍基地化とが結びつき、「横須賀の旧海軍施設は戦後の基地利用の目的のため温存された」とする見方もあるが、専門家の栗田尚弥は「資料的には裏付けが乏しい」「現在の米海軍基地に至るような長期的計画があったとは考えにくい」、専門家の高村聰史は「米軍基地化のための温存との見解が、さしたる根拠のないまま一人歩きしてしまっている」と指摘している。また、米国戦略爆撃調査団 (USSBS) による一般市民90人を対象とした尋問記録によれば、戦時中に「アメリカ軍による占領後、軍港として利用する目的があるため横須賀への爆撃はない。安心するように」と書かれたビラが撒布されたとの証言があるが、この証言は風説の影響を受けたものだった。
横須賀の被害は、呉鎮守府が置かれるなど同じ軍港都市であり1945年（昭和20年）3月から7月にかけて14次に渡る空襲を受け、市街地も焼夷弾による攻撃対象となった広島県呉市（呉軍港空襲）に比べて軽微なものとなった。両者に被害状況の差異が生じた理由について高村は「詳細は不明」と前置きをした上で「米海軍の戦略目的が敵海軍兵力の破壊だったとするならば、呉は横須賀に比べ在港艦艇が多く、兵器の生産基盤となる砲煩部、製鋼部が置かれていたことが挙げられる。第38任務部隊が艦砲射撃により製鉄所を次々に破壊していた事実も、その背景になる」としている。